# Dinukleotyd flawinoadeninowy
Dinukleotyd flawinoadeninowy (FAD – forma utleniona, FADH2 – forma zredukowana) – organiczny związek chemiczny złożony z mononukleotydu flawinowego (FMN – pochodna ryboflawiny) i adenozynomonofosforanu (AMP). Stanowi grupę prostetyczną oksydoreduktaz, gdzie pełni funkcję przenośnika elektronów i protonów (kationów wodorowych), m.in. w cyklu Krebsa oraz β-oksydacji. Przenosi dwa protony i dwa elektrony, w efekcie czego utleniona forma FAD przechodzi odwracalnie w formę zredukowaną FADH2.